# Acidi aldonici

Struttura dell'acido gluconico, l'acido aldonico derivato dal glucosio

Gli acidi aldonici sono poliidrossiacidi derivati da un aldoso per ossidazione del gruppo aldeidico. Possiedono formula chimica generale HOOC-(CHOH)n-CH2OH. L'ossidazione del funzione ossidrilica terminale anziché di quello aldeidico produce un acido uronico, mentre l'ossidazione di entrambe le estremità terminali porta alla formazione di un acido aldarico.
Gli acidi aldonici sono tipicamente preparati per ossidazione di uno zucchero con bromo. Generalmente tendono a formare lattoni, con la stessa struttura ciclica emiacetalica dello zucchero originale, che è la forma in cui generalmente si presenta quest'ultimo. Tuttavia, diversamente dagli emiacetali, i lattoni non possiedono un carbonio anomerico chirale e non possono formare legami glicosidici.
Gli acidi aldonici sono presenti in molti sistemi biologici, e sono i prodotti dell'ossidazione degli aldosi col reattivo di Benedict o di Fehling. I loro lattoni sono intermedi chiave nella sintesi di Kiliani-Fischer degli zuccheri.

## Nomenclatura
La nomenclatura degli acidi aldonici e dei loro lattoni si basa rispettivamente sulla sostituzione del suffisso "-osio" con "-onico" o "-onolattone"; quindi il D-glucosio è ossidato ad acido D-gluconico e D-gluconolattone.